# Преображенский, Виктор Павлович
Виктор Павлович Преображенский (1904—1980) — инженер, учёный, доктор технических наук, профессор кафедры автоматизированных систем управления тепловыми процессами Московского энергетического института.

## Биография
Виктор Павлович Преображенский родился в 1904 году.
Был руководителем центральной лаборатории теплотехнических измерений Мосэнерго.
В 1937 году участвовал в разработке новых курсов теплотехнических измерений и приборов и автоматического регулирования тепловых процессов на кафедре теоретических основ теплотехники в МЭИ.
В 1939 году организовал в МЭИ учебную лабораторию теплотехнических измерений и приборов.
Виктор Преображенский в 1943 году стал одним из основателей кафедры автоматизированных систем управления тепловыми процессами Московского энергетического института.
В 1946 году стал автором знаменитого в СССР учебника «Теплотехнические измерения и приборы».
В 1952—1953 учебном году читал курс теплотехнических измерений. Среди его студентов был М. А. Панько.
В 1978 году издательством «Энергия» была опубликована его книга «Теплотехнические измерения и приборы». Тираж составил 55 тысяч экземпляров. Книга была также переведена на английский и испанский язык.
В МЭИ Виктор Преображенский читал лекции по курсу «Эксплуатация приборов теплового контроля и автоматики». Также он работал в Научно-методической комиссии по автоматизации теплоэнергетических процессов при Минвузе СССР, которая существовала в 1960—1980 годах и выезжал на совещания комиссии, которые обычно проходили в Ивановском энергетическом и Одесском политехническом институтах.
Удостоен учёной степени доктора технических наук.
В Московском энергетическом институте он основал направление по разработке и исследованию информационно-измерительных систем в теплоэнергетике. На кафедре он руководил выполнением цикла работ по исследованию динамических свойств приборов для измерения температуры, давления, расхода воды, пара, жидкостей. В проведении этих работ принимали участие Оу Ян Юй (КНР), В. С. Чистяков, Г. М. Иванова, Н. П. Бувин.
Виктор Павлович Преображенский умер в 1980 году.